# Галіндо I Аснарес
Галіндо I Аснарес (араг. Galindo I Aznárez; д/н — 867) — 5-й граф Арагону в 844—867, граф Серданьї в 824—835 роках, граф Урхелю в 824—838 роках, граф Пальярса і Рібагорси в 833—844 роках.

## Життєпис
Походив з династії Галіндес. Молодший син Аснара I, графа Хаки і Конфлану. Перша згадка про Галіндо припадає на 816 рік, коли він разом зі старшим братом Центюлем зачинив шварга Гарсію, щоб той не пішов до коханки. Натомість Гарсія вбив Центюля, за що його було ув'язнено. 820 року після втечі Гарсія повалив батька Галіндо та вигнав увесь рід з Арагону.
Близько 824 року Аснар I, що на той час став графом Серданні і Урхелю, передав ці володіння Галіндо. 833 року Галіндо Аснарес, скориставшись боротьбою між Беренгером Тулузьким і Бернардом Септиманським, захопив графство Пальярс і Рібагорса.
У 834 році імператор Людовик I передав Сердань і Урхень Суніфреду. Але Галіндо відмовився підкоритися цьому рішенню, уклавши союз з валі Мусою II ібн Мусою з роду Бану Касі. Втім 835 року все ж втратив Сердань, а 838 року — Урхель.
844 року виступив проти давнього суперника — роду Веласконтенес, поваливши графа арагонського Галіндо Гарсеса, внаслідок чого сам став правителем Арагону. Але того ж року втратив графства Пальярас і Рібагорса, які повернув до Тулузького графства Фределон. Для зміцнення свого становища Галіндо I Аснарес уклав союз з королівством Памплона, визнавши сюзереном Ініго I.
Про час панування в Арагоні Галіндо I відомо небагато. Але загалом напевне продовжував політику попередників, спрямовану на захист графства від франків та маврів. Цьому сприяли союзи з Бану Касі та Памплоно. Помер 867 року. Йому спадкував син Аснар II.

## Родина
- Аснар (д/н—893), граф Арагону
- донька, дружина Санчо, сина Гарсії I, короля Наварри